# AMD Athlon II
 Athlon II é uma família de unidades centrais de processamento multi-nucleos da AMD, com 45 à 32 nm . 
Processador de 2.8 Ghz , Voltagens de 0.875-1.40V , e com dois núcleos .